# استارویانتوزوو
استارویانتوزوو (انگلیسی: Staroyantuzovo) یک شهرک در شهرستان دیورتیورلینسکی در استان باشقیرستان کشور روسیه است.